# Exarca (iglesia)

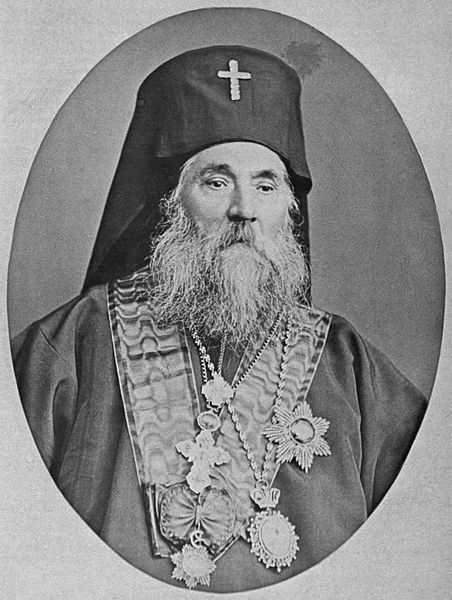
Antim I, exarca de Bulgaria

Se emplea la palabra exarca para significar una dignidad eclesiástica y se toma a respecto del obispo de la principal ciudad de una diócesis, que es decir, de muchas provincias, lo cual llaman los latinos Primado. 
En Oriente, había tantos exarcas como diócesis. Se hace mención de tales exarcas en el concilio de Calcedonia pero después fueron extinguidos los exarcas de Asia y del Ponto porque el obispo de Constantinopla se apoderó de su jurisdicción, de suerte, que en Oriente, solo Constantinopla, Alejandría y Antioquía, gozaron de los derechos de exarcas con el título de patriarcas. Los que al presente se llaman exarcas entre los griegos son muy diferentes de los antiguos dichos. La palabra exarca no significa al presente otra cosa entre ellos, sino diputado o delegado. Tal es el título que da el patriarca a aquellos en que delega para negocios eclesiásticos, por ejemplo, aquellos que el patriarcha envía a diversas provincias para ver si en ellas se observan los cánones eclesiásticos, si los obispos cumplen con su obligación y si los monjes observan la regla, se llaman exarcas, aunque efectivamente no sean sino visitadores o diputados para ciertos y determinados negocios. 